# Утконос
Утконо́с (лат. Ornithorhynchus anatinus) — водоплавающее млекопитающее отряда однопроходных, обитающее в Австралии. Это единственный современный представитель семейства утконосовых (Ornithorhynchidae); вместе с ехидновыми образует отряд однопроходных (Monotremata) — млекопитающих, по ряду признаков напоминающих рептилий и немаммальных цинодонтов. Это уникальное животное является одним из символов Австралии; оно изображено на реверсе австралийской монеты в 20 центов.

## Название
Зоологическое имя этому животному дал в 1799 году Джордж Шоу: Platypus anatinus, от др.-греч. πλατύς «широкий, плоский», πούς «лапа», лат. anatinus «утиный». В 1800 году Иоганн-Фридрих Блуменбах, во избежание омонимии с родом жуков-короедов Platypus, изменил родовое название на Ornithorhynchus — от др.-греч. ὄρνις «птица», ῥύγχος «клюв». 
Аборигены Австралии знали утконоса под многими именами, включая mallangong, boondaburra и tambreet. Ранние европейские переселенцы называли его «утконос» (duckbill), «уткокрот» (duckmole) и «водяной крот» (watermole). В настоящее время в английском языке используется название platypus. В русском языке закрепилось название «утконос».

## История изучения
Утконос был открыт в XVIII веке во время колонизации Нового Южного Уэльса. В опубликованном в 1802 году списке животных этой колонии упоминается «животное-амфибия из рода кротов. Наиболее любопытное его качество — это то, что оно обладает вместо обычного рта утиным клювом, позволяющим ему питаться в иле, как птицам».
Первая шкура утконоса была прислана в Англию в 1797 году. Её вид породил ожесточённые споры среди научной общественности. Сначала шкуру сочли изделием какого-то таксидермиста-фальсификатора, пришившего утиный клюв к шкуре зверька, похожего на бобра. Рассеять это подозрение удалось английскому натуралисту, зоологу Джорджу Шоу: он тщательно изучил шкуру (даже надрезав её в поисках стежков) и пришёл к выводу, что это не подделка. Возник вопрос, к какой группе животных отнести утконоса. Уже после того, как он получил своё научное название, в Англию были доставлены первые зверьки, и выяснилось, что у самки утконоса нет видимых молочных желёз, зато это животное, подобно птицам, имеет клоаку. Четверть века учёные не могли решить, куда отнести утконоса — к млекопитающим, птицам, пресмыкающимся или вообще к отдельному классу, пока в 1824 году немецкий биолог Меккель не обнаружил, что у утконоса всё-таки имеются молочные железы, и самка выкармливает детёнышей молоком. То, что утконос откладывает яйца, было доказано только в 1884 году натуралистом Уильямом Колдуэллом.

## Внешний вид

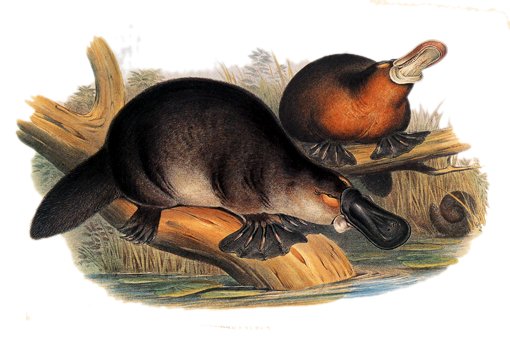
Утконос на рисунке XIX века

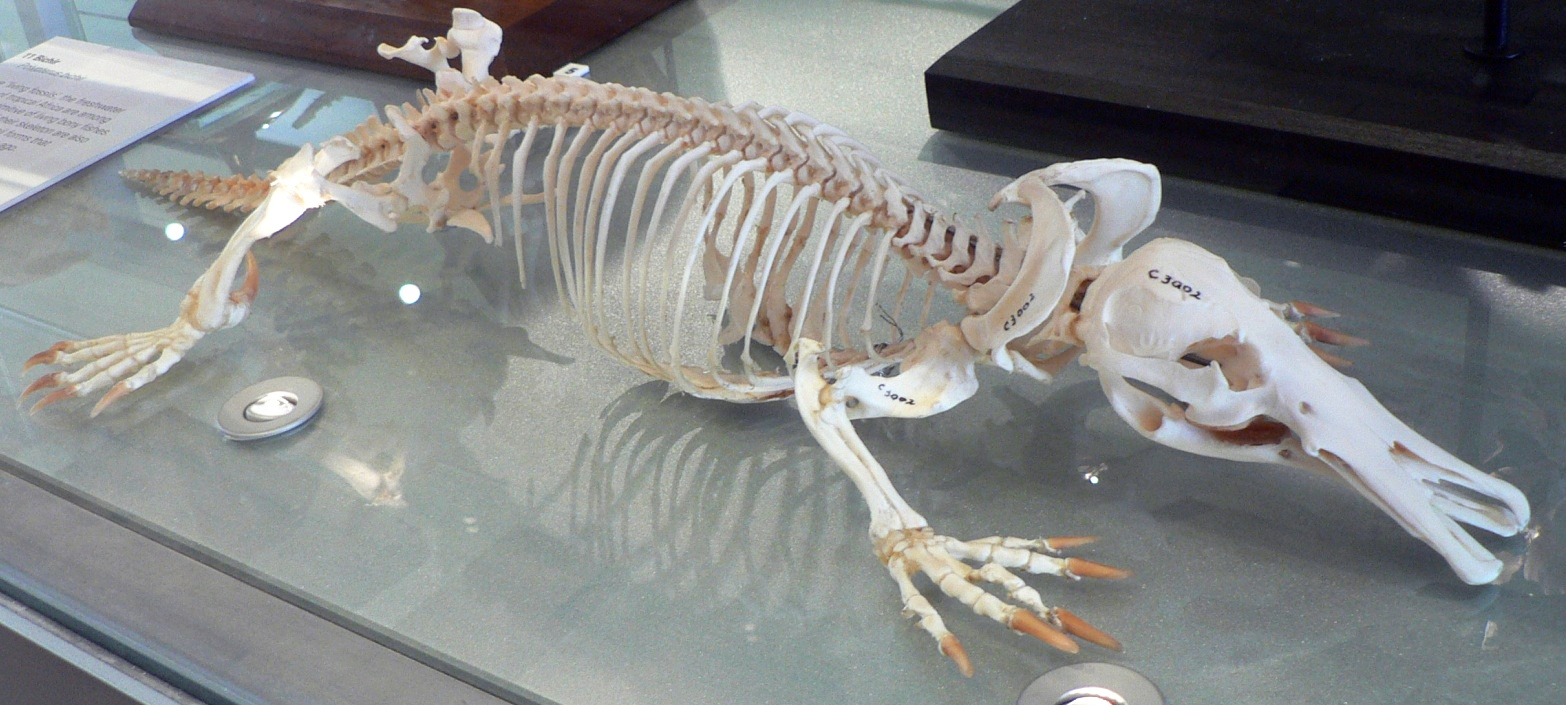
Скелет утконоса

Длина тела утконоса 30—40 см, хвоста — 10—15 см, весит он до 2 кг. Самцы примерно на треть крупнее самок. Тело у утконоса приземистое, коротконогое; хвост уплощённый, похож на хвост бобра, но покрыт шерстью, которая с возрастом заметно редеет. В хвосте утконоса, как у тасманийского дьявола, откладываются запасы жира. Мех у него густой, мягкий, обычно тёмно-коричневый на спине и рыжеватый или серый на брюхе. Голова круглая. Впереди лицевой отдел вытянут в плоский клюв длиной около 65 мм, шириной 50 мм. Клюв не жёсткий, как у птиц, а мягкий, покрытый эластичной голой кожей, которая натянута на две тонкие, длинные, дугообразные косточки. Ротовая полость расширена в защёчные мешки, в которых во время кормёжки запасается пища. Внизу у основания клюва самцы имеют специфическую железу, продуцирующую секрет с мускусным запахом. У молодых утконосов имеется 8 зубов, однако они непрочные и быстро стираются, сменяясь ороговевшими пластинками.
Лапы у утконоса пятипалые, приспособленные как для плавания, так и для рытья земли. Плавательная перепонка на передних лапах выдаётся перед пальцами, но может подгибаться таким образом, что когти оказываются выставленными наружу, превращая плавательную конечность в копательную. Перепонки на задних лапах развиты намного слабее; для плавания утконос использует не задние лапы, как другие полуводные звери, а передние. Задние лапы в воде выступают в роли руля, а хвост служит стабилизатором. Походка утконоса на суше больше напоминает походку рептилии — ноги он ставит по бокам тела.
Носовые отверстия у него открываются на верхней стороне клюва. Ушные раковины отсутствуют. Глаза и ушные отверстия расположены в желобках по сторонам головы. Когда животное ныряет, края этих желобков, как и клапаны ноздрей, смыкаются так, что под водой у него не действуют ни зрение, ни слух, ни обоняние. Однако кожа клюва богата нервными окончаниями, и это обеспечивает утконосу не только высокоразвитое осязание, но и способность к электролокации. Электрорецепторы клюва могут обнаруживать слабые электрические поля, которые возникают, например, при сокращении мускулатуры ракообразных, что помогает утконосу в поисках добычи. Отыскивая её, утконос во время подводной охоты непрерывно водит головой из стороны в сторону.

## Системы органов
Коэффициент энцефализации (EQ), то есть соотношение размеров мозга и размеров тела, у утконоса — 0,74 (против 0,97 у ехидны).

### Особенности органов чувств
Утконос — единственное млекопитающее, имеющее развитую электрорецепцию. Электрорецепторы обнаружены также у ехидны, но использование ею электрорецепции вряд ли играет важную роль в поисках добычи.

### Особенности метаболизма
У утконоса низкий обмен веществ по сравнению с другими млекопитающими; нормальная температура его тела — всего 32 °C. Однако при этом он умеет регулировать температуру тела. Так, находясь в воде при 5 °C, утконос может в течение нескольких часов поддерживать нормальную температуру тела за счёт увеличения уровня метаболизма более чем в 3 раза.

### Яд утконоса
Утконос — одно из немногих ядовитых млекопитающих (наряду с некоторыми землеройками и щелезубами, а также толстыми лори — единственным родом известных ядовитых приматов), обладающих токсичной слюной.
У молодых утконосов обоих полов на задних лапах находятся зачатки роговых шпор. У самок к годовалому возрасту они отпадают, а у самцов продолжают расти, достигая к моменту полового созревания 1,2—1,5 см длины. Каждая шпора связана протоком с бедренной железой, которая во время брачного сезона вырабатывает сложный «коктейль» из ядов. Самцы используют шпоры во время брачных поединков. Яд утконоса может убить динго или иное некрупное животное. Для человека он в целом не смертелен, однако вызывает очень сильную боль, а на месте укола развивается отёк, который постепенно распространяется на всю конечность. Болевые ощущения (гипералгезия) могут продолжаться много дней или даже месяцев.
У других яйцекладущих — ехидн — на задних лапах также имеются зачаточные шпоры, однако они не развиты и не ядовиты.

### Репродуктивная система
Репродуктивная система самца утконоса обычна для млекопитающих, за исключением того, что тестикулы у него находятся внутри тела, возле почек (низкая температура тела не препятствует сперматогенезу), а также присутствует раздвоенный (многоголовчатый) пенис, обычный у большинства примитивных млекопитающих отряда однопроходных (утконос, ехидна) и отряда сумчатых (опоссум, коала и другие).
Репродуктивная система самки отличается от таковой у плацентарных животных. Её парные яичники похожи на яичники птицы или рептилии; функционирует только левый, правый недоразвит и не производит яиц.

### Определение пола
В 2004 году учёные из Австралийского национального университета в Канберре обнаружили, что утконос имеет 10 половых хромосом, а не две (XY), как большинство млекопитающих. Соответственно, комбинация XXXXXXXXXX даёт самку, а XYXYXYXYXY — самца. Все половые хромосомы связаны в единый комплекс, который ведёт себя в мейозе как единое целое. Поэтому у самцов образуются сперматозоиды, имеющие цепочки XXXXX и YYYYY. Когда сперматозоид XXXXX оплодотворяет яйцеклетку, рождаются утконосы женского пола, если сперматозоид YYYYY — утконосы мужского пола. Хотя хромосома утконоса X1 имеет 11 генов, которые обнаруживаются во всех X-хромосомах млекопитающих, а хромосома X5 имеет ген, который называется DMRT1 и встречается в Z-хромосоме у птиц, являясь ключевым полообразующим геном птиц, в целом геномные исследования показали, что пять половых X-хромосом утконоса гомологичны Z-хромосоме птиц. У утконоса не обнаружен ген SRY (ключевой ген определения пола у млекопитающих). Для него характерна неполная дозовая компенсация, недавно описанная у птиц. Видимо, механизм определения пола утконоса сходен с таковым у его яйцекладущих предков.

## Образ жизни и питание
Утконос — скрытное ночное полуводное животное, населяющее Восточную Австралию на обширном ареале от холодных плато Тасмании и Австралийских Альп до дождевых лесов прибрежного Квинсленда. На севере его ареал доходит до полуострова Кейп-Йорк (Куктаун). О распространении утконоса внутри материка известно меньше. Видимо, он полностью исчез в Южной Австралии (кроме о. Кенгуру) и на большей части бассейна рек Муррей-Дарлинг. Причиной этому, вероятно, стало загрязнение вод, к которому утконос очень чувствителен. Он предпочитает температуру воды 25—29,9 °C; в солёной воде не встречается.
Обитает утконос по берегам небольших рек и стоячих водоёмов. Убежищем ему служит прямая нора (длиной до 10 м), с двумя входами и внутренней камерой. Один вход подводный, другой расположен в 1,2—3,6 м над уровнем воды, под корнями деревьев или в зарослях.
Утконос превосходно плавает и ныряет, оставаясь под водой до 5 минут. Питается мелкими водными животными, взбаламучивая клювом ил на дне водоёма и ловя поднявшуюся живность. Наблюдали, как утконос, кормясь, переворачивает камни когтями или с помощью клюва. Он поедает ракообразных, червей, личинок насекомых; реже головастиков, моллюсков и водную растительность. Набрав пищу в защёчные мешки, утконос поднимается на поверхность и, лёжа на воде, перетирает её роговыми челюстями. Он проводит до 10 часов в сутки в воде, поскольку в день ему требуется съедать количество пищи, составляющее до четверти его собственного веса. Утконос активен в сумерках и ночью.
В природе враги утконоса немногочисленны. Изредка на него нападают варан, питон и заплывающий в реки морской леопард.

## Размножение
Каждый год утконосы впадают в 5—10-дневную зимнюю спячку, после которой у них наступает период размножения. Продолжается он с августа по ноябрь. Спаривание происходит в воде. Самец кусает самку за хвост, и некоторое время зверьки плавают по кругу, после чего происходит спаривание (помимо этого, зафиксировано ещё 4 варианта ритуала ухаживания). Самец покрывает нескольких самок; постоянных пар утконосы не образуют.
После спаривания самка роет выводковую нору. В отличие от обычной норы она длиннее и заканчивается гнездовой камерой. Внутри строится гнездо из стеблей и листьев; материал самка носит, прижав хвостом к животу. Затем она закупоривает коридор одной или несколькими земляными пробками толщиной 15—20 см, чтобы защитить нору от хищников и паводка. Пробки самка делает с помощью хвоста, который использует, как каменщик мастерок. Гнездо внутри всегда бывает влажным, что предохраняет яйца от высыхания. Самец не принимает участия в постройке норы и выращивании молодняка.
Через 2 недели после спаривания самка откладывает 1—3 (обычно 2) яйца. Яйца утконоса похожи на яйца рептилий — они округлые, маленькие (11 мм в диаметре) и покрыты грязно-белой кожистой скорлупой. После кладки яйца слипаются между собой клейкой субстанцией, которая покрывает их снаружи. Инкубация продолжается до 10 дней; во время насиживания самка редко покидает нору и обычно лежит, свернувшись вокруг яиц.
Детёныши утконоса рождаются голыми и слепыми, длиной примерно 2,5 см. При вылуплении из яйца они пробивают скорлупу яйцевым зубом, отваливающимся сразу после выхода из яйца. Самка, лёжа на спине, перемещает их к себе на брюхо. Выводковой сумки у неё нет. Мать вскармливает детёнышей молоком, которое выступает через расширенные поры на её животе. Молоко стекает по шерсти матери, скапливаясь в особых бороздках, и детёныши его слизывают. Мать покидает потомство только на краткое время, чтобы покормиться и высушить шкуру; уходя, она закупоривает вход почвой. Глаза у детёнышей открываются на 11-й неделе. Молочное вскармливание продолжается до четырёх месяцев; в 17 недель детёныши начинают выходить из норы на охоту. Половой зрелости молодые утконосы достигают в возрасте 1 года.
Продолжительность жизни утконосов в природе неизвестна; в неволе они живут в среднем 10 лет.

## Статус популяции и охрана
Утконосы ранее служили объектом промысла из-за ценного меха, однако в начале XX века охота на них была запрещена. В настоящее время их популяция считается сравнительно стабильной, хотя из-за загрязнения воды и деградации среды обитания ареал утконоса становится всё более мозаичным. Определённый ущерб ему нанесли и завезённые колонистами кролики, которые, роя норы, беспокоили утконосов, заставляя их покидать обжитые места.
Австралийцы создали специальную систему заповедников и «убежищ» (sanctuary), где утконосы могут чувствовать себя в безопасности. Среди них наиболее известны заповедник Хилсвилл в штате Виктория и Уэст-Бёрли в Квинсленде. Утконос — легко возбудимое, пугливое животное, поэтому в течение долгого времени не удавалось вывозить утконосов в зоопарки других стран. Впервые утконос был успешно вывезен за границу в 1922 году, в Нью-Йоркский зоосад, но прожил он там только 49 дней. Попытки разводить утконосов в неволе увенчались успехом всего несколько раз.

## Эволюция утконоса
Однопроходные являются выжившими представителями одной из самых ранних ветвей млекопитающих. Возраст древнейшего однопроходного, обнаруженного в Австралии, — 110 млн лет (Steropodon). Это был небольшой, похожий на грызуна зверёк, который вёл ночной образ жизни и, скорее всего, не откладывал яиц, а рожал сильно недоразвитых детёнышей. Окаменелый зуб другого ископаемого утконоса (обдуродон), найденный в 1991 году в Патагонии (Аргентина), указывает, что, скорее всего, предки утконоса попали в Австралию из Южной Америки, когда эти континенты входили в суперконтинент Гондвана. Ближайшие предки современного утконоса появились около 4,5 млн лет назад, тогда как самый ранний ископаемый образец собственно Ornithorhynchus anatinus датируется плейстоценом. Ископаемые утконосы напоминали современных, но были меньше по размерам.
В мае 2008 года было объявлено, что расшифрован геном утконоса. У утконоса пол определяется не одной парой, а пятью парами половых хромосом. Секвенирование генома утконоса показало что половые хромосомы утконоса имеют больше сходства с Z-хромосомой птиц, а ген SRY, вероятно, не участвует в его половой дифференциации. Кроме того, 166 млн лет назад у однопроходных отсутствовало хромосомное определение пола. Оценка возраста хромосомной системы определения пола базируется на исследованиях, показавших, что последовательности в X-хромосоме сумчатых и плацентарных млекопитающих присутствуют в аутосомах утконоса и птиц. Анализ полных геномов ехидны и утконоса 2021 года показывает, что предки ехидновых и утконосовых разделились 55 млн лет назад (эоцен).